# 于君
于君（1963年2月—），女，中国胃肠道肿瘤内科专家，香港中文大学教授、博士生导师，香港中文大学医学院助理院长、香港中文大学消化道肿瘤实验中心主任，中国医学科学院学术咨询委员会学部委员。